# مدينة البط (مجلة)
مجلة مدينة البط هي مجلة إماراتية شهرية مترجمة. تصدر عن دار الفطيم يونيفرسال بترخيص من شركة الإنشاءات والتجارات المرخصة من شركة والت ديزني. صدر العدد الأول منها عام 1997 وهي متخصصة في قصص العم بطوط. والمُلاحظ أن المجلة قد أخذت التسمية نفسها لدوناددك عن الطبعة المصرية لمجلة ميكي. تعتمد المجلة أساسياً على قصص الكرتون وخصوصاً قصص بطوط. ويصل عدد صفحاتها إلى 42 صفحة من بين 76 صفحة. وتتضمن أيضاً معلومات علمية مثل معلومات عن الطيران، الهاتف، الجغرافيا وليس بها تسالٍ أو مسابقات؛ فهي لا تنشر صوراً للأصدقاء ولا مساهمات للقراء، وليس هناك أي إشارات إلى ثقافة عربية. الإعلانات المنشورة في المجلة تخص مطبوعات شركة والت ديزني باللغة العربية.
قطع المجلة: 28×22 سم. وشعارها: تحذير صحي: مدينة البط سبب رئيسي للضحك الذي قد يؤدي إلى ألم دائم في الوجه. عنوانها: الإمارات، دبي، ص.ب: 1500. سعرها 20 درهماً وفي الكويت ديناران وهناك إشارات على الغلاف لبعض مواد العدد الداخلية.

## الأبواب
- قصص بطوط
- الطائرات الشراعية
- جواً وبراً وبحراً
- قصة هدنة
- من المجنون
- تجارب
- الشخصيات
- بطوط
- عم رجب
- عبقرينو
- ميني
- سوسو
- لولو
- فوفو

## فريق العمل
رئيس مجلس الإدارة: عدنان الفطيم
مدير النشر: أيان أوكوتل
مديرة التحرير: هلا الخوري
مدير الإعلانات: نيل باتش